# حور الجدجاد
حور الجدجاد (العبرية: חֹר הַגִּדְגָּד) هو واحد من محطات بني إسرائيل في البرية أثناء التيه بعد خروجهم من مصر، ذكر في سفر العدد 33: 32-33 كمكان توقف فيه الإسرائيليون أثناء الخروج ، وربما يعني ذلك «كهف الجدجاد». يطلق عليه جدجودة في سفر التثنية 10: 7. موقعه غير مؤكد لكنَّ معظم العلماء يعتقدون غير جازمين أنه كان في مكان ما من وادي الخضاخض على بعد نحو 65 كلم (40 ميلًا) شمال غرب خليج العقبة، أو وادي غدغودة أو غداغد التابع لوادي جيرافي أو جيرعفي شمال قنتيلة الجيرافي، ويرى البعض أن هذا مستحيل من الناحية الجغرافية.